# Bni Ayat
Bni Ayat (en àrab بني عياط, Bnī ʿAyyāṭ; en amazic ⴱⵏⵉ ⵄⵢⵢⴰⵟ) és una comuna rural de la província d'Azilal, a la regió de Béni Mellal-Khénifra, al Marroc. Segons el cens de 2014 tenia una població total de 22.900 persones.